# Great Eastern Main Line
A Great Eastern Main Line é um tronco principal de ferrovias do Sistema Nacional britânico de ferrovias, que interliga a estação da rua Liverpool na Cidade de Londres com destinos situados no leste de Londres e no leste da Inglaterra, incluindo Ipswich, Norwich e vários resorts costeiros. A linha é basicamente uma ferrovia suburbana, mas que também atrai passageiros em viagens de negócios ou de lazer. Ela também é usada como ferrovia de transporte de carga.